# گرن توریسمو ۷
گرن توریسمو ۷ (به انگلیسی: Gran Turismo 7) یک بازی ویدئویی در سبک شبیه‌سازی مسابقه است که توسط پولی‌فونی دیجیتال توسعه یافته و به‌وسیلهٔ سونی اینتراکتیو انترتینمنت منتشر شده‌است. این بازی به عنوان هشتمین قسمت اصلی در مجموعه بازی‌های گرن توریسمو به‌شمار می‌رود.
گرن توریسمو ۷ در تاریخ ۱۱ ژوئن ۲۰۲۰، و در طی رویداد آشکارسازی پلی‌استیشن ۵ رونمایی شد، و در تاریخ ۴ مارس ۲۰۲۲ برای کنسول‌های پلی‌استیشن ۴ و پلی‌استیشن ۵ عرضه شد. در این رویداد آشکار شد منو اصلی بازی مشابه و به سبک منوی نسخهٔ گرن توریسمو ۴ می‌باشد.

## روند بازی
در طول تریلر روند بازی منتشر شده در سال ۲۰۲۰، منوی اصلی بازی مشابه با منوی سبک نسخهٔ گرن توریسمو ۴ بود. این بازی حالت شبیه‌سازی جی-تی را به ارمغان می‌آورد که ویژگی کمپین تک‌نفره قدیمی و قطعی را در بر می‌گیرد. سایر ویژگی‌های کلاسیک مانند بازگشت پیست‌ها و وسایل نقلیه مسابقه سنتی، رویدادهای ویژه، مسابقات قهرمانی، مدرسه رانندگی، فروشگاه قطعات تیونینگ، نمایندگی ماشین‌های دست دوم و جی-تی خودکار نشان داده شد و در عین حال حالت جدید جی-تی ورزشی، برند مرکزی و کشف کردن که در گرن توریسمو اسپورت معرفی شدند را حفظ کرد. بازیکن باید از طریق وظایف («کتاب‌های منو») از کافه جی-تی پیشرفت کند تا قفل ویژگی‌هایی مانند بازی چندنفره و همه آهنگ‌ها و ماشین‌ها را باز کند.
این بازی همچنین دارای بازگشت زمان پویا و اثرات آب و هوایی است که قبلاً در گرن توریسمو ۵ و گرن توریسمو ۶ ظاهر شده بود.علیرغم اینکه بازی همانند گرن توریسمو اسپورت شامل کمپین تک‌نفره است، بازی برای اینکه بازیکنان بتوانند پیشرفت خود را ذخیره کنند نیاز به اتصال اینترنت دارد. خالق این سری کازونوری یامائوچی توضیح می‌دهد که این تصمیم برای جلوگیری از هک و تقلب گرفته شده‌است. با این حال، حالت آرکید کاملاً به صورت آفلاین قابل بازی است.
برای نسخه پلی‌استیشن ۵، بازی از افزایش قدرت پردازش کنسول، سخت‌افزار اختصاصی رهگیری پرتو، ذخیره‌سازی درایو حالت جامد سفارشی، موتور طوفان و کنترلر دوال‌سنس برای پشتیبانی از ویژگی‌هایی مانند فناوری لمسی پیشرفته، محرک‌های تطبیقی، اثرات بی‌درنگ رهگیری پرتو، جلوه سه‌بعدی صدا، و کاهش زمان بارگذاری بهره می‌برد.نسخهٔ پلی‌استیشن ۵ گرن توریسمو ۷ نیز با ۴کی و ۶۰ فریم در ثانیه با پشتیبانی از محدوده دینامیکی بالا اجرا می‌شود.